# Kiko Argüello
Francisco José Gómez-Argüello Wirtz, mais conhecido como Kiko Argüello (Leão, 9 de janeiro de 1939) é um pintor, compositor, músico e religioso espanhol, iniciador do Caminho Neocatecumenal, junto com a espanhola Carmem Hernández e o padre italiano Mario Pezzi. Foi nomeado consultor do Conselho Pontifício para os Leigos em 1993 por João Paulo II e confirmado pelos papas subsequentes. Em 2011, foi nomeado consultor do Pontifício Conselho para a Promoção da Nova Evangelização.

## Biografia
Nascido na região de Castela e Leão, em 1939, Kiko Argüello estudou Belas Artes na Academia Real de San Fernando em Madrid. Em 1959, recebeu o Prêmio Especial Nacional por Pintura e estudou com o famoso artista espanhol Pablo Picasso. Durante sua época de estudante universitário manteve contato com círculos marxistas e ateus.
Durante sua juventude, Kiko frequentou círculos intelectuais espanhóis e movimentos estudantis ligados à política antiFrancisco Franco, além de partilhar doutrinas filosóficas diversas, culminando com mais profundidade na corrente existencialista  de Jean-Paul Sartre. Não encontrando nessas ideologias uma solução plausível para sua vida, entrou em uma profunda crise existencial e, depois de uma reflexão, inspirado nos escritos de Charles de Foucauld, no ano de 1964 foi buscar uma resposta na vivência da pobreza e nos excluídos sociais, acabando por abandonar sua vida e indo morar em uma favela madrilenha chamada Palomeras Altas, onde viviam ciganos, pedintes, mendigos e prostitutas. Kiko Argüello iniciou o Caminho Neocatecumenal no ano de 1964 com os moradores desta favela, que formaram a primeira Comunidade Neocatecumenal, seguida da segunda Comunidade, nascida nas favelas de Roma, na Itália.
No ano de 1993, Kiko foi nomeado pelo Papa João Paulo II como Consultor do Pontifício Conselho para os Leigos, cargo o qual foi ratificado posteriormente pelo Émérito Papa Bento XVI. Em fevereiro de 2014 o Papa Francisco  o designou novamente Consultor do Pontifício Conselho para os Leigos, sendo que Kiko é também, desde 2011, Consultor para o Dicastério para a Nova Evangelização.
Em 13 de maio de 2009, recebeu do Pontifício Instituto João Paulo II para estudos sobre o matrimônio e a família o título de Doutor em Sagrada Teologia honoris causa, "pela fecundidade do itinerário de formação cristã pós-batismal e pela valorização da família como sujeito eclesial e social, em plena consonância com o pensamento de João Paulo II. Em 26 de junho de 2013, Kiko recebeu o título de Doutor Honoris causa em Sagrada Teologia pela Universidade Católica de Lublin, na Polônia por ter "iniciado uma formação espiritual pós-batismal, com um valor excepcional para o mundo contemporâneo que, na forma de iniciação cristã, leva à todo o mundo uma ação evangelizadora”. Em maio de 2015 Kiko recebeu, juntamente com Carmen Hernández, o título de Doutor Honoris Causa em Teologia pela Universidade Católica da América "por sua dedicação aos pobres, que levou muitos à comunhão com Cristo e a fé católica".